# Niculae Urs
Niculae Urs, menționat în unele surse și Nicolae Urs, (n. 15 octombrie 1950, Șinca Veche, județul Brașov) este un actor român de film, radio, teatru, televiziune și voce.

## Biografie

### Studii
Niculae Urs a urmat studiile primare și gimnaziale la Școala Generală din satul natal, Șinca Veche, azi Școala Gimnazială „Gheorghe Șincai”. După absolvirea Liceului Teoretic din Șercaia, din județul Brașov, Niculae Urs a urmat cursurile de actorie ale Facultății de Teatru de la Institutul de Artă Teatrală și Cinematografică din București, pe care le-a absolvit în anul 1978, la clasa Marin Moraru.

### Actor de teatru
A fost actor la:
- Teatrul din Târgu Mureș, între anii 1978 - 1981;
- Teatrul „Toma Caragiu” din Ploiești, între anii 1981 - 1983;
- Teatrul Giulești (din 1990: Teatrul Odeon), din București, între  anii 1983 - 2007.[4]

### Actor de film
- Cuibul salamandrelor (1977)
- Mînia (1978)
- Aurel Vlaicu (1978)
- Falansterul (1979)
- Munții în flăcări (1980)
- Capcana mercenarilor (1981)
- Ștefan Luchian (1981)
- Orgolii (1982)
- Ochi de urs (1983)
- Secretul armei... secrete! (1989)
- Mircea (1989)
- Drumeț în calea lupilor (1990)
- Vînătoarea de lilieci (1991)
- Dragoste și apă caldă (1993)
- Craii de Curtea Veche (1996)
- Asfalt Tango (1996)
- Femeia în roșu (1997)
- Restul e tăcere (2008)
- Nunta mută (2008)
- Caravana cinematografică (2009)
- Doar cu buletinul la Paris (2015)

### Premii
- Pentru rolul din spectacol Momâia (după piesa Asupra efectelor dăunătoare ale tutunului, de Anton Pavlovici Cehov), Niculae Urs a primit Premiul pentru cel mai bun actor la Festivalul Internațional de Teatru de Studio de la Pitești.[5]

### Interviuri
- Nicolae Urs: Se lucrează împotriva culturii și culturalizării acestui popor, interviu de Monica Andronescu, In Yorick.ro, 28 martie 2011, accesat la 24 noiembrie 2015